# Раккониджи
Раккониджи (итал. Racconigi) — коммуна в Италии, располагается в регионе Пьемонт, в провинции Кунео.
Население составляет 10036 человек (2008 г.), плотность населения составляет 209 чел./км². Занимает площадь 48 км². Почтовый индекс — 12035. Телефонный код — 0172.
Покровителем коммуны почитается Иоанн Креститель, празднование в понедельник после третьего воскресения сентября.

## Замок Раккониджи
Главная достопримечательность — замок Раккониджи, одна из загородных резиденций пьемонтско-сардинских монархов Савойского дома, охраняемая ЮНЕСКО как памятник Всемирного наследия.
В Средние века замок принадлежал маркграфам Салуццо. В 1630 году перешёл во владение младшей, кариньянской ветви Савойского дома. Нынешнее здание замка строилось во второй половине XVII века по проекту Гварино Гварини.

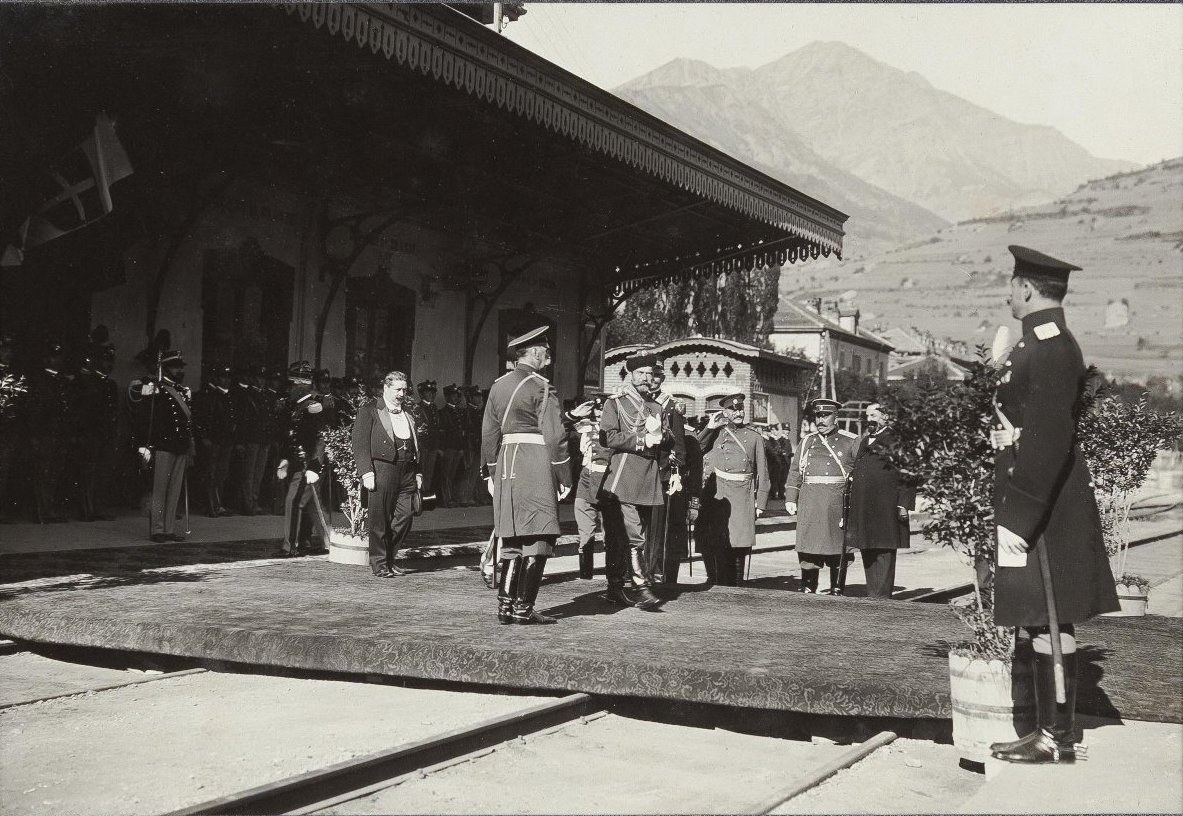
Ракониджи. Прибытие императора Николая II. 1909 г.

В 1909 году тут побывал c визитом император всероссийский Николай II.

## Известные жители и уроженцы
- Екатерина Раккониджская (1486/87 — 1574) — католическая блаженная.

## Демография
Динамика населения:

## Города-побратимы
- Бонвиль, Франция (1990)
- Кашкайш, Португалия (2003)

## Администрация коммуны
- Официальный сайт: http://www.comune.racconigi.cn.it/